# قط كاليكو
قط كاليكو هو قط ذو فراء متعدد الألون وغالباً ما يكون أبيض مع خليط من لونين اخريين (غالباً البرتقالي والأسود).

## التاريخ
قطط الكاليكو لا يعرف إلى أي سلالة تنتمي، ولكن وجود البقع على قطط كاليكو تعزى إلى حد ما حسب دراسة نيل تود في تحديد هجرة القطط المستأنسة على طول طرق التجارة في أوروبا وشمال أفريقيا. القطط التي تحتوي على طفرة جينية لللون البرتقالي الموجودة في كاليكو ترجع إلى المدن التي تقع على طول ساحل البحر الأبيض المتوسط في اليونان وفرنسا وإسبانيا وإيطاليا، ويرجع أصلها إلى مصر.

## الفلكلور
في أغلب الثقافات القطط التي تملك خليط من الألوان تجلب الحظ الجيد. وفي الولايات المتحدة يُشار لها بـ «قطط المال». واحد قطط الكاليكو هو قط ولاية ماريلند في الولايات المتحدة. وفي اليابان يجسد تمثال المانيكو-نيكو على شكل قط كاليكو، ويؤمنون بأنها تجلب الحظ الجيد.

## علم الوراثة لدى القطط الكاليكو
القطط الكاليكو معروفة بأنماط فروها المميزة التي تكون عادةً مزيجًا من اللون الأبيض والأسود والبرتقالي. يتعلق هذا التنوع الوراثي بشكل أساسي بالكروموسومات الجنسية، وخاصة الكروموسوم X. في القطط، تحتوي الإناث على كروموسومين X (XX) بينما تحتوي الذكور على كروموسوم X واحد وكروموسوم Y واحد (XY).

#### دور الكروموسوم X:
- اللون الأسود والبرتقالي في فرو القطط يتم التحكم به عن طريق الجينات الموجودة على الكروموسوم X. وهذا يعني أن الأنثى تحتاج إلى كرموسومين X، أحدهما يحمل الجين الأسود والآخر يحمل الجين البرتقالي، ليظهر النمط المميز للكاليكو.

#### لماذا معظم القطط الكاليكو إناث؟
- الذكور لديهم كروموسوم X واحد فقط، لذلك لا يمكنهم حمل كل من الجينات الأسود والبرتقالي في نفس الوقت. ونتيجة لذلك، يكون من النادر وجود ذكور قطط كاليكو، وإن وجدوا فإنهم غالبًا ما يكونون عقيمين بسبب الترتيبات الجينية غير الطبيعية (مثل وجود كروموسوم X إضافي في الكروموسوم XYX).

#### القطط الكاليكو الثلاثية الألوان:
- القطط الكاليكو لديها جين واحد يتحكم في اللون البرتقالي على كروموسوم X واحد، وجين آخر يتحكم في اللون الأسود على الكروموسوم X الآخر. لذلك، يمكن لكل من هذين الجينين أن يعبر عن نفسه بطريقة موزعة بشكل غير متساو، مما يؤدي إلى أنماط الفرو التي نراها في القطط الكاليكو.